# استرالیا-آسیا پاور لینک
پروژه برق‌رسانی استرالیا-آسیا (AAPowerLink) یک پروژه زیرساختی برق پیشنهادی است که قرار است شامل بزرگ‌ترین نیروگاه خورشیدی جهان، بزرگ‌ترین باتری جهان و طولانی‌ترین کابل برق زیردریایی جهان باشد.
طرح‌های اولیه پیش‌بینی می‌کردند که یک مزرعه خورشیدی جدید در قلمرو شمالی استرالیا تا ۲۰ گیگاوات برق تولید کند که بیشتر آن به سنگاپور و در مرحله بعدی به اندونزی، با ۴٬۳۰۰ کیلومتر (۲٬۷۰۰ مایل) صادر خواهد شد. ۳ خط انتقال جریان مستقیم ولتاژ بالا با توان گسیل گیگافلاپی. یک باتری بزرگ انرژی را ذخیره می‌کند تا با تغییر نور خورشید در طول روز، میزان دسترسی به انرژی را متعادل کند. پاور لینک توسط یک شرکت استرالیایی به نام سان کابل توسعه داده شده است که در ابتدا توسط اندرو فارست و مایک کنون-بروکس پشتیبانی می‌شد. پیش‌بینی می‌شد که ساخت آن در اواسط سال ۲۰۲۳ آغاز شود، بهره‌برداری از آن در اوایل سال ۲۰۲۶ آغاز و تا اواخر سال ۲۰۲۷ تکمیل شود، و تخمین زده می‌شود که ۸ میلیارد دلار استرالیا به اقتصاد قلمرو شمالی اضافه کند.
این پروژه در ژانویه ۲۰۲۳، پس از آنکه سان کیبل به دنبال اختلاف نظر بین فارست و کنون-بروکس در مورد لزوم اختصاص بودجه بیشتر به این پروژه، به مدیریت داوطلبانه واگذار شد، از هم پاشید. در ماه مه ۲۰۲۳، کنسرسیومی به رهبری شرکت گروک ونچرز متعلق به کنون-بروکس، مناقصه خرید سان کیبل را برنده شد و این تصاحب در ۷ سپتامبر ۲۰۲۳ نهایی شد. طرح‌های اصلاح‌شده شامل تأمین برق داروین تا سال ۲۰۳۰ و چند سال پس از آن به سنگاپور است. در نهایت، مزرعه خورشیدی شش گیگاوات برق تولید خواهد کرد.

## طراحی
پروژه پاور لینک با توسعه بزرگ‌ترین منطقه یکپارچه انرژی تجدیدپذیر جهان (که شامل تولید انرژی خورشیدی فتوولتائیک، ذخیره‌سازی انرژی و مبدل منبع ولتاژ می‌شود) در پاول کریک در منطقه بارکلی در قلمرو شمالی، با استفاده از ماژول‌های فتوولتائیک طراحی شده توسط شرکت استرالیایی ۵بی و پیش‌ساخته شده در یک کارخانه پیشنهادی در داروین آغاز می‌شود. پنل‌های خورشیدی ۱۲٬۰۰۰ هکتار (۳۰٬۰۰۰ جریب فرنگی) پوشش خواهند داد (۱۲ کیلومتر × ۱۰ کیلومتر) در منطقه‌ای با برخی از بهترین منابع خورشیدی در جهان. یک ۸۰۰ کیلومتر (۵۰۰ مایل)خط برق هوایی ۶٫۴ را به داروین منتقل خواهد کرد، جایی که تا ۴ گیگاوات را به منطقه پیشنهادی توسعه پایدار میدل آرم تحویل می‌دهد و سپس به ۴٬۳۰۰ کیلومتر (۲٬۷۰۰ مایل) منتقل می‌شود. ۱٫۷۵ خط انتقال برق زیردریایی گیگاوات به سنگاپور. این کابل زیر دریایی طولانی‌ترین کابل زیر دریایی جهان خواهد بود و از طولانی‌ترین کابل برق زیر دریایی موجود، حدود پنج برابر بزرگتر است.
باتری‌های موجود در آرایه خورشیدی در داروین و سنگاپور، تعادل بار را برای ارسال مداوم روزانه فراهم می‌کنند.
تا سال ۲۰۲۳، سنگاپور بیش از ۹۴ درصد از برق خود را از گاز طبیعی تولید می‌کند، اما به دنبال کاهش انتشار گازهای گلخانه‌ای و تنوع‌بخشی به واردات انرژی خود است. پاور لینک می‌تواند حدود ۱۵٪ از برق سنگاپور را تأمین کند و انتشار گازهای گلخانه‌ای سنگاپور را تا ۶ میلیون تن در سال کاهش دهد.
در سپتامبر ۲۰۲۱، اعلام شد که قرار است اندازه پیشنهادی پروژه، از ۱۰ مورد، گسترش بیشتری پیدا کند. گیگاوات تا ۲۰ ظرفیت گیگاوات، و از ۲۰ گیگاوات ساعت به ۳۶–۴۲ گیگاوات ساعت ظرفیت باتری، با هزینه ساخت جدید تخمینی ۳۰ میلیارد دلار. پیش‌بینی‌ها نشان می‌دهد که در طول عمر عملیاتی ۷۰ ساله آن، تا ۲ میلیارد دلار صادرات، ۱۷۵۰ شغل در ساخت و ساز، ۳۵۰ شغل عملیاتی و ۱۲۰۰۰ شغل غیرمستقیم در سراسر استرالیا، سنگاپور و اندونزی ایجاد خواهد شد.

## توسعه
این پروژه در ابتدا «پیوند برق استرالیا-سنگاپور» نامیده می‌شد، زیرا این خط برق در ابتدا این دو کشور را به هم متصل خواهد کرد. بعداً به استرالیا-آسه‌آن و دوباره به استرالیا-آسیا تغییر نام داد، زیرا قرار بود برق را به اندونزی نیز منتقل کند.
سان کیبل قصد داشت تا اواخر سال ۲۰۲۳ تمام بودجه را تأمین کند و ساخت و ساز را از سال بعد آغاز کند. انتظار می‌رفت هزینه آن ۳۰ میلیارد دلار استرالیا استرالیا (۲۲٫۶ میلیارد دلار آمریکا) باشد. سرمایه‌گذاری‌های اولیه توسط میلیاردرهایی به نام‌های مایک کنون-بروکس و اندرو فارست انجام شد.
در ژوئیه ۲۰۱۹، این پروژه از سوی دولت قلمرو شمالی، عنوان پروژه بزرگ را دریافت کرد و حمایت محلی را در توسعه و ساخت و ساز تضمین نمود. دولت فدرال در ژوئیه ۲۰۲۰ همین وضعیت را اعطا کرد و با تسهیل هماهنگی و صدور مجوز، ساخت و ساز را تسریع بخشید. سنگاپور هنوز اجازه این پروژه را نداده بود، اما مزایای آن شامل ثبات قیمت برق در درازمدت، پتانسیل تبدیل شدن به مرکزی برای تجارت برق تجدیدپذیر در شبکه برق جنوب شرقی آسیا، و عمل به توافقات خود برای کاهش انتشار گازهای گلخانه‌ای تحت توافقنامه پاریس است.
نقشه‌برداری زیرآبی بخش استرالیایی مسیر کابل (AAPL) در سال ۲۰۲۰ توسط شرکت ژئوماتیک گاردین تکمیل شد.
در ژانویه ۲۰۲۱، یک توافقنامه توسعه پروژه بین دولت سان کابل امضا شد که زمینه مشارکت تجاری را فراهم می‌کرد.
در اکتبر ۲۰۲۱، یک تیم یکپارچه تحویل پروژه (IPDT) متشکل از شرکای بین‌المللی چندرشته‌ای، از جمله بکتلتحویل پروژه، هاتچ، مدیریت ریسک، پرایس‌واترهاوس‌کوپرز (مشاوره پروژه) و (سیستم تولید خورشیدی) اعلام شد. پیش‌بینی می‌شد که ساخت و ساز به ۱۰۰۰ شغل نیاز داشته باشد و بهره‌برداری از آن ۳۰۰ شغل در قلمرو شمالی ایجاد خواهد کرد. از سال ۲۰۲۱، انتظار می‌رفت که اولین منبع برق را در سال ۲۰۲۶ به داروین و در سال ۲۰۲۷ به سنگاپور تحویل دهد و تا پایان سال ۲۰۲۸ به ظرفیت کامل خود برسد.
استرالیا بزرگ‌ترین صادرکننده زغال سنگ در جهان است. پاور لینک، به همراه قطب انرژی تجدیدپذیر بادی و خورشیدی آسیا که در پیلبارا پیشنهاد شده است، آن را به یک «ابرقدرت صادرکننده انرژی سبز» تبدیل خواهد کرد.

### ۲۰۲۳: مدیریت موقت
در ژانویه ۲۰۲۳، سان کیبل به اداره داوطلبانه درآمد. فایننشال تایمز گزارش داد که این مدیریت پس از «اختلاف نظر سرمایه‌گذاران اصلی، فارست و کنون-بروکس… بر سر شرایط دور جدید تأمین مالی» ایجاد شد، که خود «از زمان شروع پروژه و نرسیدن به نقاط عطف» ضروری بود.

## برای مطالعهٔ بیشتر
- Joshua Mcdonald (July 6, 2020). "Could a US$14 billion Australian solar farm provide a fifth of Singapore's energy?". South China Morning Post. Hong Kong.